# Michael Neher

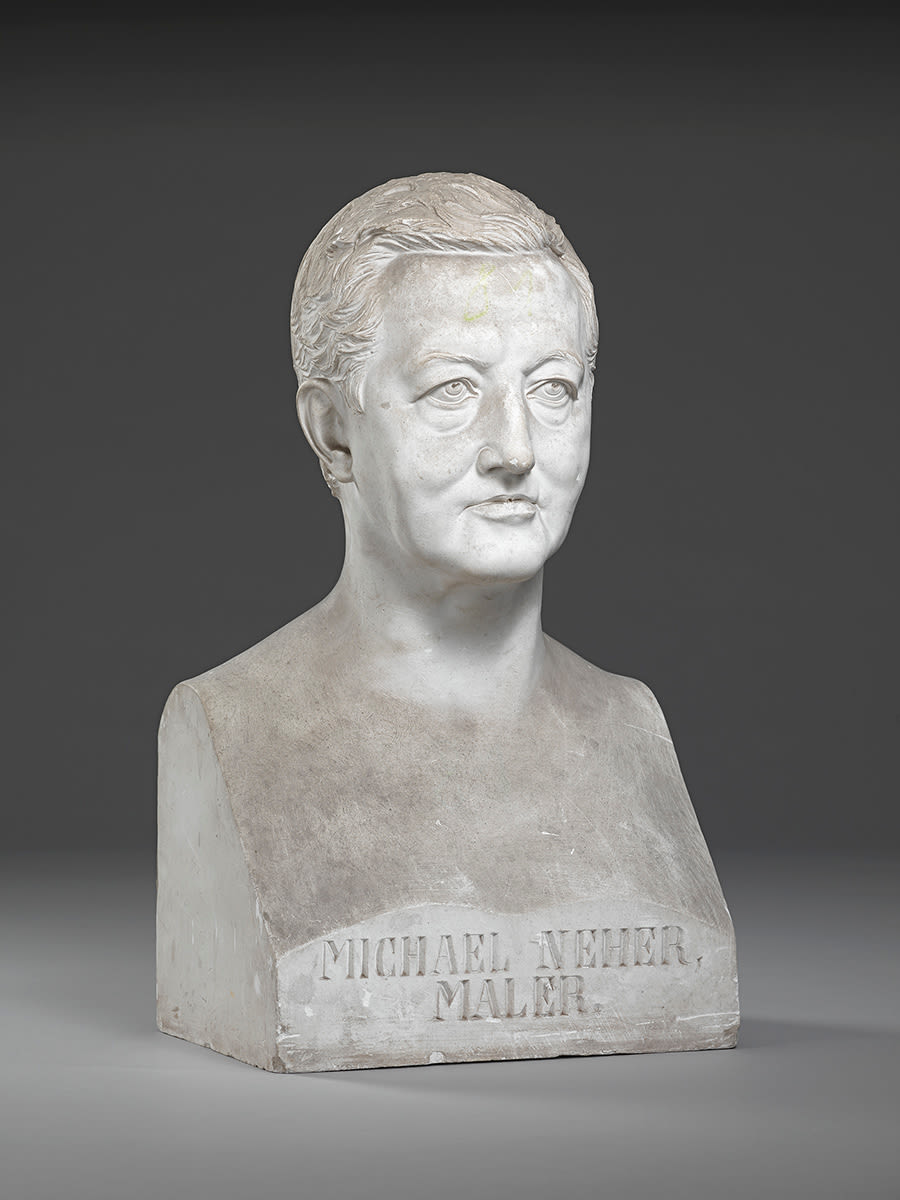
Gipsbüste zeigt Michael Neher, erstellt von Johann von Halbig, 1857

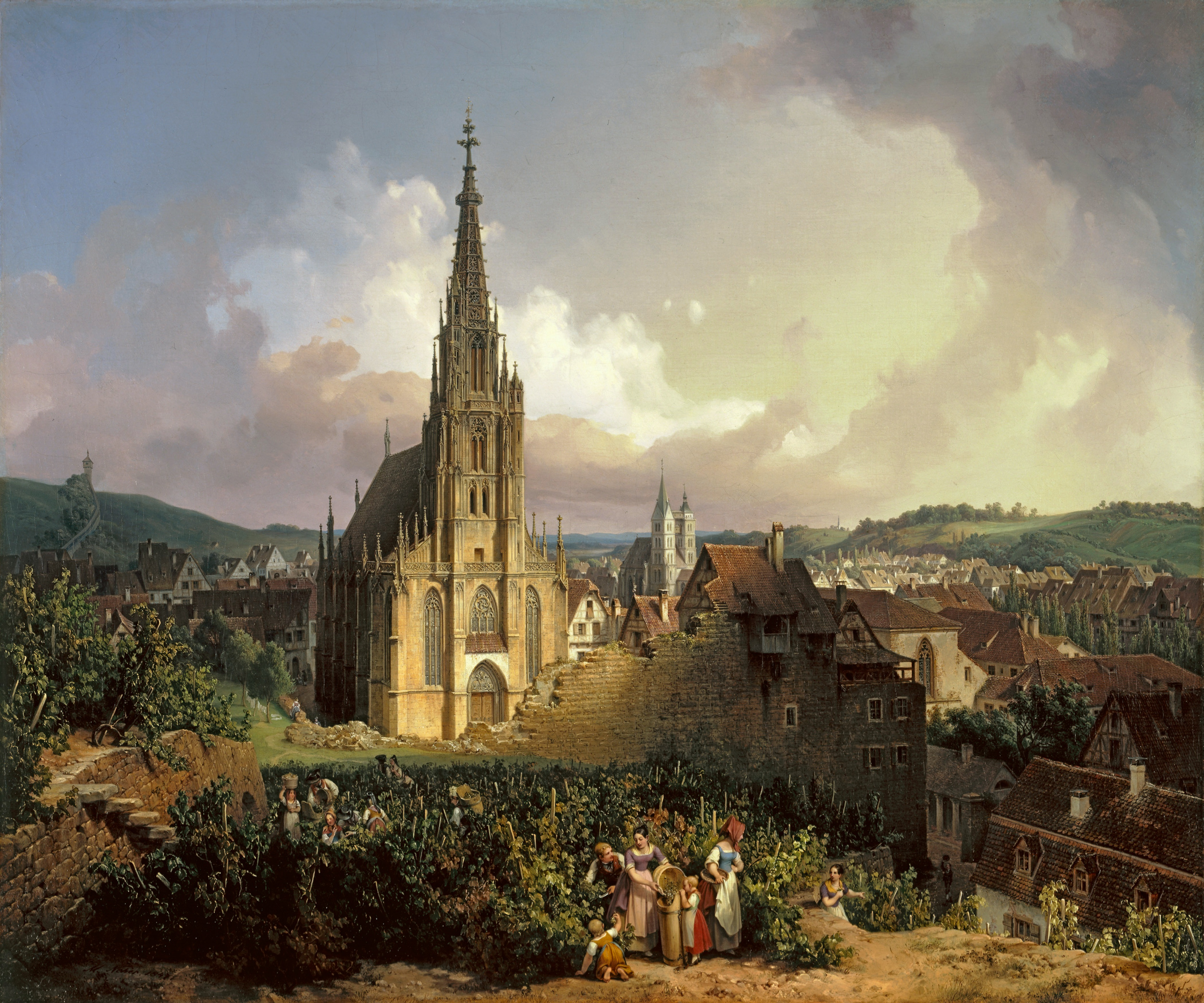
Die Liebfrauenkirche in Esslingen (1847)

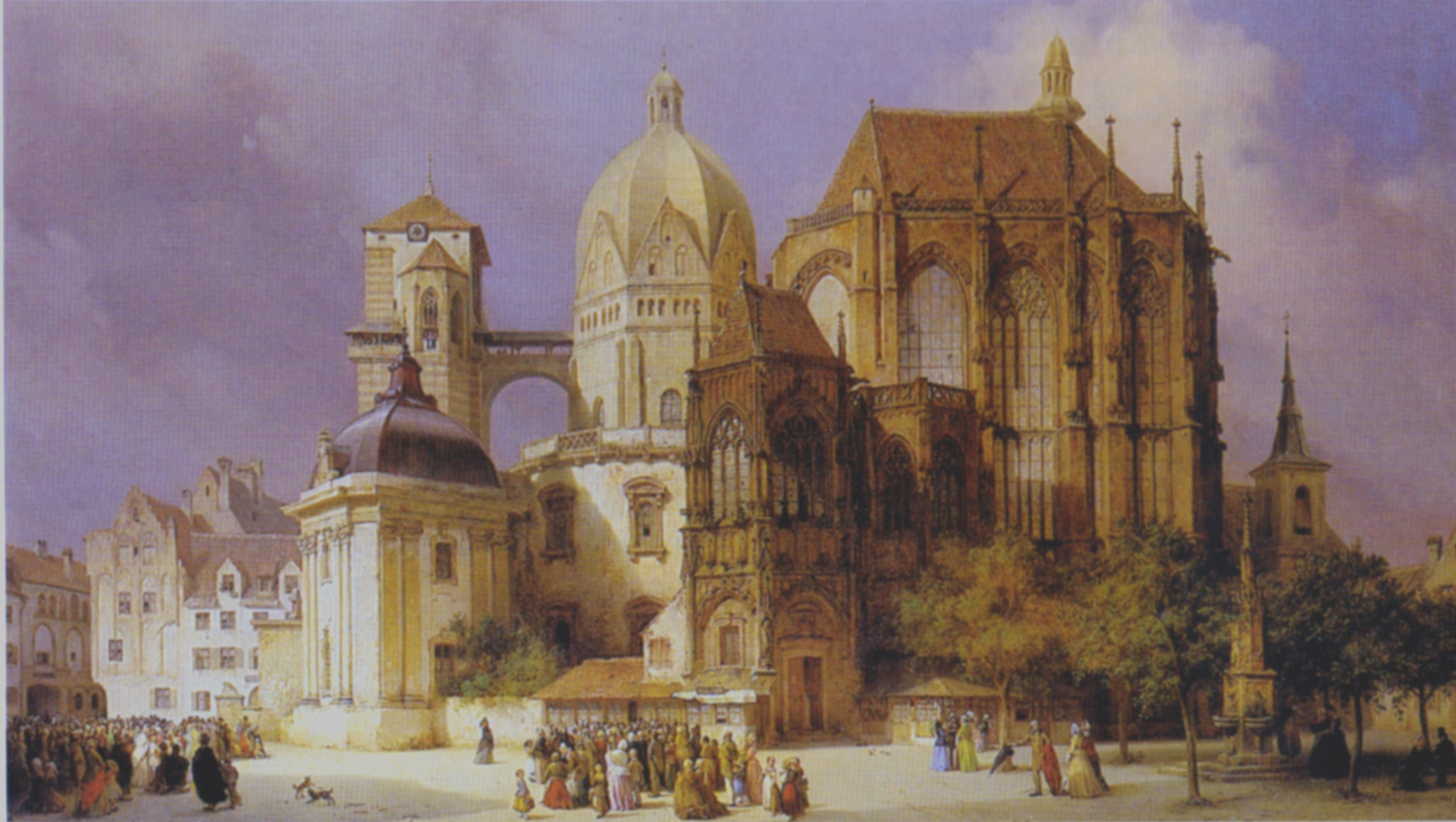
Der Dom zu Aachen (1853)

Michael Neher (* 31. März 1798 in München; † 4. Dezember 1876 ebenda) war ein deutscher Maler des Biedermeier.

## Leben
Neher war der Sohn des Malers Joseph Ignaz Neher aus Biberach an der Riß. Ab 1813 besuchte er für drei Jahre die Kunstakademie in seiner Heimatstadt und wurde dort u. a. Schüler des Hofmalers Matthias Klotz, bei dem er Porträts malte und des Genremalers Angelo Quaglio dem Älteren (1778–1815). Nach seiner Ausbildung ging Neher 1819 nach Italien (Trient, Mailand, Triest, Rom). Die letzten beiden Jahre verbrachte er in Rom, wo er sich im Atelier des Malers Heinrich Maria von Hess speziell der Architekturmalerei widmete.
1825 kehrte er nach München zurück, ließ sich als freischaffender Künstler nieder und wurde Mitglied und Konservator des Kunstvereins München. Als typischer Vertreter des Biedermeier schuf Neher viele Kostümstücke und Landschaften. Mit seinen Ansichten von öffentlichen Plätzen sowie architektonischen Darstellungen aus vielen bayerischen Städten machte er sich ebenfalls einen Namen.
Im Schloss Hohenschwangau gestaltete Neher den "Saal des Schwanritters" mit Werken im Stil Peter Paul Rubens und den "Heldensaal" nach Moritz von Schwinds Kompositionen. In seinem Spätwerk (ab 1837) verlegte sich Neher fast völlig auf die Architekturmalerei. Die ganze Palette von Meisterwerken deutscher Baukunst gestaltete er liebevoll und er ist wegen seiner Detailgenauigkeit auch heute noch bekannt.
Im Alter von 78 Jahren starb Michael Neher am 4. Dezember 1876 in München.

## Grabstätte

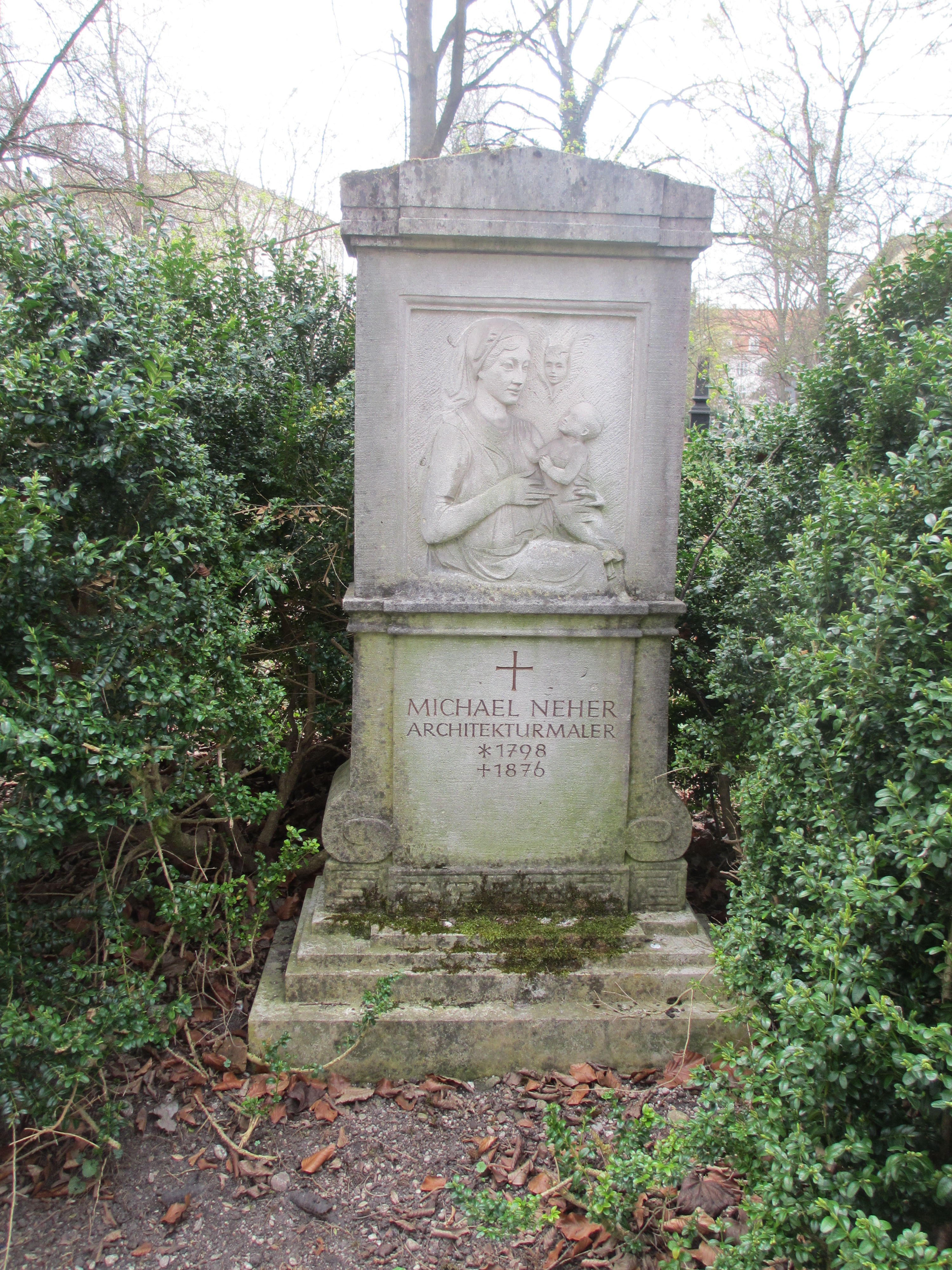
Grab von Michael Neher auf dem Alten Südlichen Friedhof in München

Die Grabstätte von Michael Neher befindet sich auf dem Alten Südlichen Friedhof in München (Gräberfeld 5 – Reihe 1 – Platz 19) Standort.